# イランにおける女性の人権
イランにおける女性の人権（イランにおけるじょせいのじんけん）は、イランにおける女性の人権問題である。1906年のイラン立憲革命以降近代化が進んで改善も見られるものの、1979年のイラン革命以降の『イラン・イスラーム共和国』のイスラム原理主義下でそれらが破棄され一般に劣悪であるとされる。
20世紀末末頃から21世紀初頭のイランにおいては、他の先進国に比較して女性の人権が厳しく制限されていた。世界経済フォーラム発表の2017年版ジェンダーギャップ指数においてイランは144ヶ国中140位であった。2017年には、イランの全労働者のうち女性は19％で1990年から7％の伸びが見られた。同年にアメリカ・ジョージタウン大学の女性平和安全研究所発表の指数では153ヶ国中で最低水準にあった。この指数では、他の中東諸国に比較して、イランの女性は金融口座、教育、携帯電話を容易に利用できることも示された。

## 歴史的経緯

### アケメネス朝
古代ギリシャの歴史文書には、アケメネスの統治の間、女性の市民政治への参加が許可されていたという記録がある。しかしこの参加は制限されており、なおかつ全国的に異例の物であったと考えられている。ギリシャの歴史家ヘロドトスはアケメネス朝を訪れた後に、ペルシャの男女は国の統治に対し共に働いており、公共行事にも共に参加していたと述べている。

### ガージャール朝からイラン革命
ガージャール朝の間とイラン革命の初期においては、「ペルシャの大半の女性は、相続や初等教育の受講を含む全ての権利が制限されていた第二階級の市民であった。例えば、部族や遊牧民はそれらの女性を市民の男性と交流させ、時には不本意ながらも一夫多妻やMu'ta(シーア派における一時的な婚姻制度)を認めた。」とされる。
1906年から1911年にかけてのイラン立憲革命は、イランに西洋的文明と立憲政治に基いた近代化をもたらし、その背景化に『女性愛国協会』（en:Jamiat Nesvan Vatankhah）が結成された。彼女たちは、近代的ナショナリズムのもとに、現在的な洋服を着て生活し、貧困者や少女の権利の擁護に努めた。また、立憲主義者(constitutionalists)の政治的敗北や、レザー・ハーンによる権力掌握によって女性の権利問題を追及する雑誌や団体が廃止された時においても、政府は女性への集団教育や賃金労働を認めるといった社会改革を行った。レザーは加えてKashf-e-Hijab政策を始め、議論を呼んだ。この政策は公共の場での女性のヒジャブ着用を禁止する物であった。レザーの統治下においては他の社会的階級と同様に、政府方針へ異議を唱える事といった表現の自由が弾圧された。

### パフラヴィ―朝
1925年に軍司令官のレザー・ハーンがガージャール王朝を打倒し、同年レザーは自身がペルシャ帝国皇帝の地位を表すシャーであると宣言し、これによりパフラヴィー朝が始まった。
権利問題改善の第一歩は1928年の教育分野となった。政府は海外留学への経済的支援を女性へ行った。また1935年にはテヘラン大学への進学が認められ、1944年には女子教育が義務教育となった。1936年にはレザー・シャー・パフラヴィーが女性の社会進出を法的に定めるKashf-e-hijab-aとして知られる法を制定し、ジェンダーによる分離政策を撤廃した。この政策は、社会進出よりも家庭における女性の役割を重視する保守的女性を多く生み出し、また彼女らは警察からの嫌がらせを受けることとなった。しかしそれでもなお社会の一定数の階級にて脱ジェンダー分離が進行した。この改革は教育を受けた多くの女性権利活動家によって、女性の権利獲得をとする団体であるKanoun-e-Banovanを通じて支えられた。
その後レザー・シャーのトルコ訪問(1936年)後、イランにおける社会構造と女性の社会的地位は更に改善し始める。当時トルコ共和国の大統領であったムスタファ・ケマル・アタテュルクによって実施されていた西欧化政策に感銘を受けたレザー・シャーは、トルコから凱旋時の演説にて次のように述べた。「私は、女性が各々が行使する権利と受用する権利に目覚めていたことに強く感動した。…母であることの特権に加え、今や女性は他の権利を得るための道中に居るのだ。」。その後のレザーの白色革命は女性の法的地位向上に貢献した。
1963年の白色革命以降は、婦人参政権や一夫一妻制など、一層の近代化が進められた。しかし地方や農村地域の貧困は改善されず、民衆の不満は高まり、保守的原理主義が台頭し、1979年のルーホッラー・ホメイニーの指導下のイラン革命以降成立した、イラン・イスラーム共和国社会から一掃されることとなる。しかし、イランにおいてトランスセクシャルの性別適合手術が合法化され国の支援が受けられるよう認めたのはホメイニーであった。

## 性的自由
イランではシーア派イスラームのシャリーアに基づく神権政治がしかれており、婚外交渉が非合法（ハラーム）であるなど性的自由はきわめてきびしく制限されている。婚外交渉は発覚した場合石打ち刑であり、国際社会から極めてきびしい非難を浴びている。

## 服装の自由
イランではヘジャーブをかぶらない女性は宗教警察により逮捕される。また女性の体のラインを強調する服装も禁止されている。しかし現在ではテヘランの若い女性はジーパンに短めのヘジャーブで済ませることもあり、宗教警察から『バッドヘジャービー』として敵視されている。

## 教育
2022年11月から、女子生徒を狙った「毒ガステロ」が相次いでいる。2023年2月までの3か月間で、イラン国内の少なくとも15都市30校が攻撃を受け、700人以上の生徒が被害を受けたという。これは女子教育の停止が目的であるとみられており、マフサ・アミニの死での反政府デモに対するイスラム原理主義勢力による報復であるとされる。

## 社会進出
女性の社会進出に関してはイラン・イスラーム共和国はむしろ成功したといえる。これは保守的・教条的イスラームに基づく道徳観を持っていた年長者が社会のイスラーム化によりかえって女子教育や女性の就業に安心感を抱くようになったことが大きい。革命の指導者ホメイニー自身も女性の社会進出は重要であり、女性の権利の拡充も積極的に行うべきとしていた。ただこれはあくまでも『イスラームの絶対的支配に基づく社会規範』に服従する限りにおける女性の社会進出の容認である。近年では、女性の地位向上を含めて人権や民主化の推進のために活躍し、2003年ノーベル平和賞を受賞したシーリーン・エバーディーを中心とした活動家が注目されているが、エバーディーも、たびたび脅迫や投獄を経験し賞金を当局に没収されるなど、依然として困難な状況下にある。